# Antiaris
Genre
Antiaris est un genre de plantes à fleurs de la famille des Moraceae.

## Liste d'espèces
Selon NCBI (28 décembre 2013) :
- Antiaris toxicaria

Selon The Plant List (28 décembre 2013) :
- Antiaris toxicaria Lesch.

Selon Tropicos (28 décembre 2013) (Attention liste brute contenant possiblement des synonymes) :
- Antiaris africana Engl.
- Antiaris bennettii Seem.
- Antiaris challa (Schweinf.) Engl.
- Antiaris dubia Span. ex Hook.
- Antiaris humberti Leandri
- Antiaris innoxia Blume
- Antiaris kerstingii Engl.
- Antiaris macrophylla R. Br.
- Antiaris madagascariensis H. Perrier
- Antiaris palembanica Miq.
- Antiaris rufa Miq.
- Antiaris saccidora Dalzell
- Antiaris toxicaria Lesch.
- Antiaris usambarensis Engl.
- Antiaris welwitschii Engl.
- Antiaris zeylanica Seem.